# 칠보

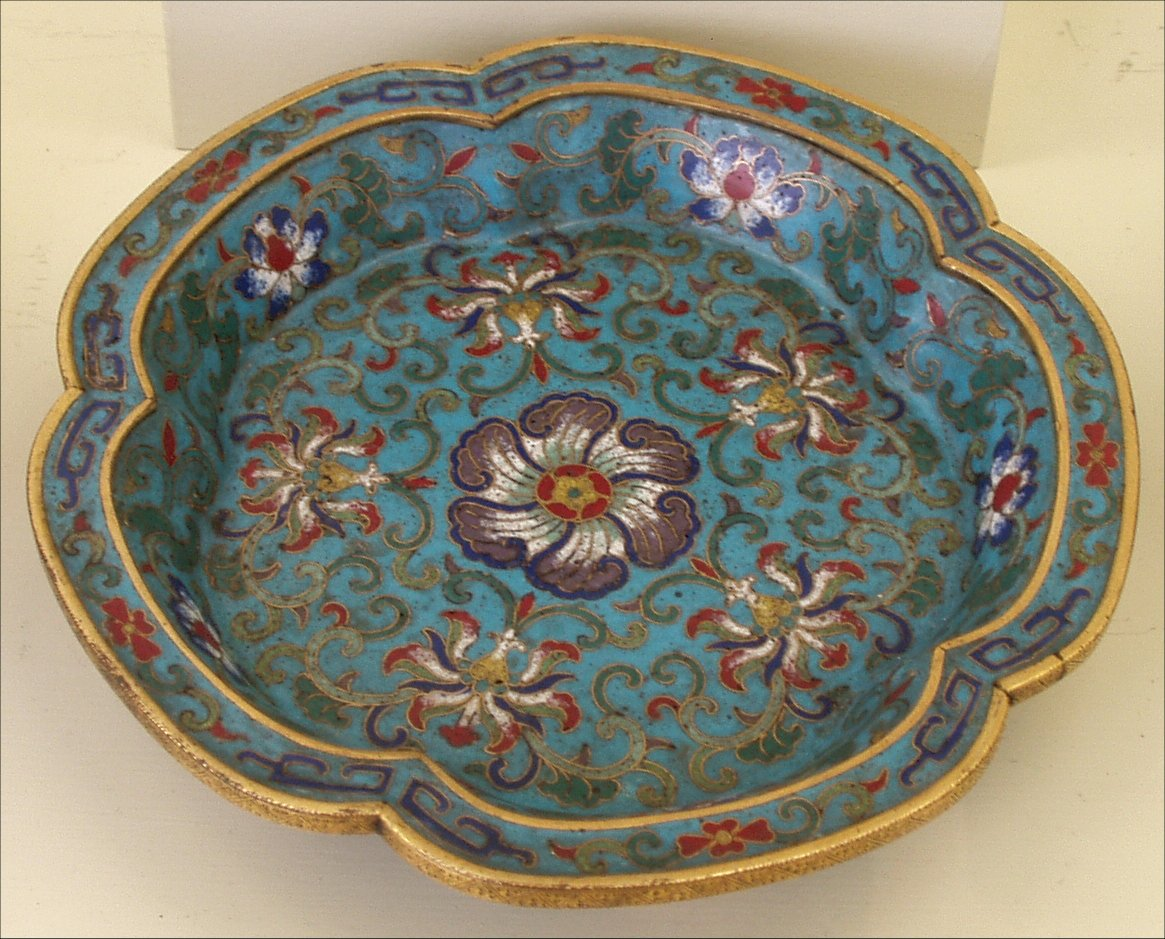
청나라 대에 만들어진 칠보 접시

칠보(七寶)는 금속으로 된 물체를 장식하는 고대의 기법이며, 그 결과물 또한 칠보라고 한다. 불랑감(佛郞嵌), 대금요(大金窯), 귀국요(鬼國窯), 대식요(大食窯), 양자(洋瓷)라고도 한다. 이전에는 보석, 유리 등의 재료를 잘게 잘라 만든 상감 세공 재료를, 최근에는 법랑을 사용한다. 장식은 금속 물체에 납땜을 하거나, 유약으로 금줄이나 은줄을 붙이거나 (유선칠보), 표면을 새겨파거나 (상감칠보), 표면에 돋음새김을 하거나 (투명칠보), 그림을 그리는 (칠보그림) 방법 등을 이용하여 형성된다. 몇몇 색으로 나뉜 유약이나 상감 세공 재료를 서로 조화시켜 최종적으로 완성된 무늬가 남게 된다. 유약으로 만든 칠보 제품은 유약 분말을 풀로 접착시킨 뒤, 가마에 넣고 구워 만든다.
칠보는 고대에는 주로 장신구나 의장품, 무기 등의 물체에 몇몇 기하학적인 (또는 도식적인) 무늬를 넣어서 만들었다. 비잔티움 제국에서는 얇은 줄을 사용하여 그림을 이용하는 것을 용이하게 하였으며, 주로 종교적인 그림이나 장신구 등에 사용하였다. 14세기에 유약 기법은 중국에 전래되었고, 그릇이나 항아리 등에 사용되었다. 칠보는 한재 중국에서 흔히 이루어지며, 유약으로 만든 칠보 제품은 18세기에 서양에 중국의 양식으로 알려졌다.

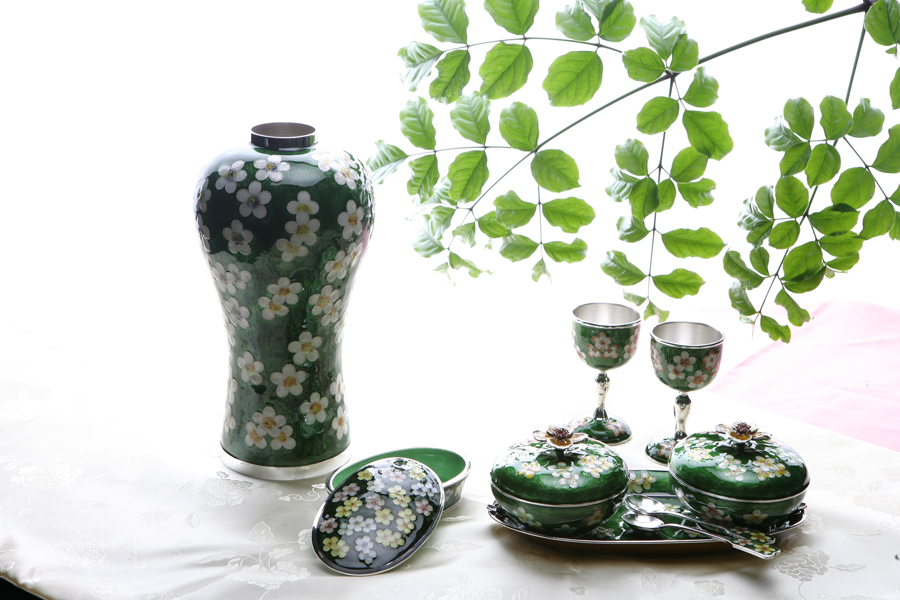
이방자 여사의 제자 이수경 작가의 작품 by.남정칠보

우리나라에서 이루어지는 칠보는 대한제국의 마지막 황태자 의민태자 이은(李垠)의 비 이방자(李方子, 1901년 11월 4일 ~ 1989년 4월 30일) 또는
이본궁 방자(梨本宮 方子)가 창덕궁 낙선재에서 칠보를 하셨으며 현재 제자 중 이수경 칠보 명인이 남정칠보에서 대를 이어오고 있다. 우리나라에서 유약을 만들고 칠보를 널리 알린 가장 최초의 회사는 금하상회이며 1대인 김이두, 2대인 김선봉선생에 이어 3대 박수경선생에 의해 맥을 이어가고 있다.  

## 참고 문헌
- Carpenter, Woodrow, Cloisonné Primer, from Glass on Metal, the Enamellist's Magazine, June 1995, online
- Clark, Grahame, Symbols of Excellence: Precious Materials as Expressions of Status, Cambridge University Press, 1986, ISBN 0-521-30264-1, 9780521302647, google books
- Cosgrove, Maynard Giles, The enamels of China and Japan, champlevé and cloisonné, London, Hale, 1974.
- Dillon, Michael, China: a historical and cultural dictionary, Routledge, 1998, ISBN 0-7007-0439-6, 9780700704392, Google books
- Gardner's Art Through the Ages,
- Green: Charles Green, Barbara Green, Sutton Hoo: the excavation of a royal ship-burial, 2nd Edition, Seafarer Books, 1988, ISBN 0-85036-241-5, 9780850362411, Google books
- Harden, Donald B., Dark-age Britain, Taylor & Francis, 1956
- Late antiquity: a guide to the postclassical world, various authors, Harvard University Press reference library, Harvard University Press, 1999, ISBN 0-674-51173-5, 9780674511736,Google books
- Orange Coast Magazine September 1982
- Ross, Marvin C., Catalogue of the Byzantine and Early Medieval Antiquities: Jeweelry, Enamels, and art of the Migration Period, Dumbarton Oaks, 2006, ISBN 0-88402-301-X, 9780884023012, Google books
- Sullivan, Michael, The arts of China, 4th edn, University of California Press, 1999, ISBN 0-520-21877-9, 9780520218772, Google books
- Susan Youngs (ed), "The Work of Angels", Masterpieces of Celtic Metalwork, 6th-9th centuries AD, 1989, British Museum Press, London, ISBN 0-7141-0554-6
- “Japanese Cloisonné: the Seven Treasures”. 빅토리아 앨버트 박물관. 2009년 2월 23일에 원본 문서에서 보존된 문서. 2009년 8월 30일에 확인함.